# ديفيد دبليو أوغدن
ديفيد دبليو أوغدن (بالإنجليزية: David W. Ogden) (و. 1953 – م) هو محام من الولايات المتحدة الأمريكية .

## التعليم
تعلم في جامعة بنسلفانيا، وكلية هارفارد للحقوق.